# Старий Петергоф
Старий Петергоф — західна частина міста Петергоф з однойменною станцією Жовтневої залізниці.